# 36-я армия (Япония)
36-я армия (яп. 第36軍) — воинское подразделение японской Императорской армии, действовавшее во время Второй мировой войны.
Сформирована 21 июля 1944 года под командованием генерала Тосимити Уэмуры, подчинялась 12-му фронту. Основной задачей было противодействие вторжению Союзников в японскую метрополию (остров Хонсю) в рамках планировавшейся ими операции «Даунфол».
Армия дислоцировалась в городе Урава, севернее Токио, откуда при необходимости могла перебрасывать войска к северу, либо к югу от столицы. Большая часть её солдат состояла из плохо обученных резервистов, недавно призванной молодёжи и ополчения.
После капитуляции Японии 15 августа 1945 года, армия была расформирована, так и не поучаствовав в боевых действиях.